# تيراتوفونيس

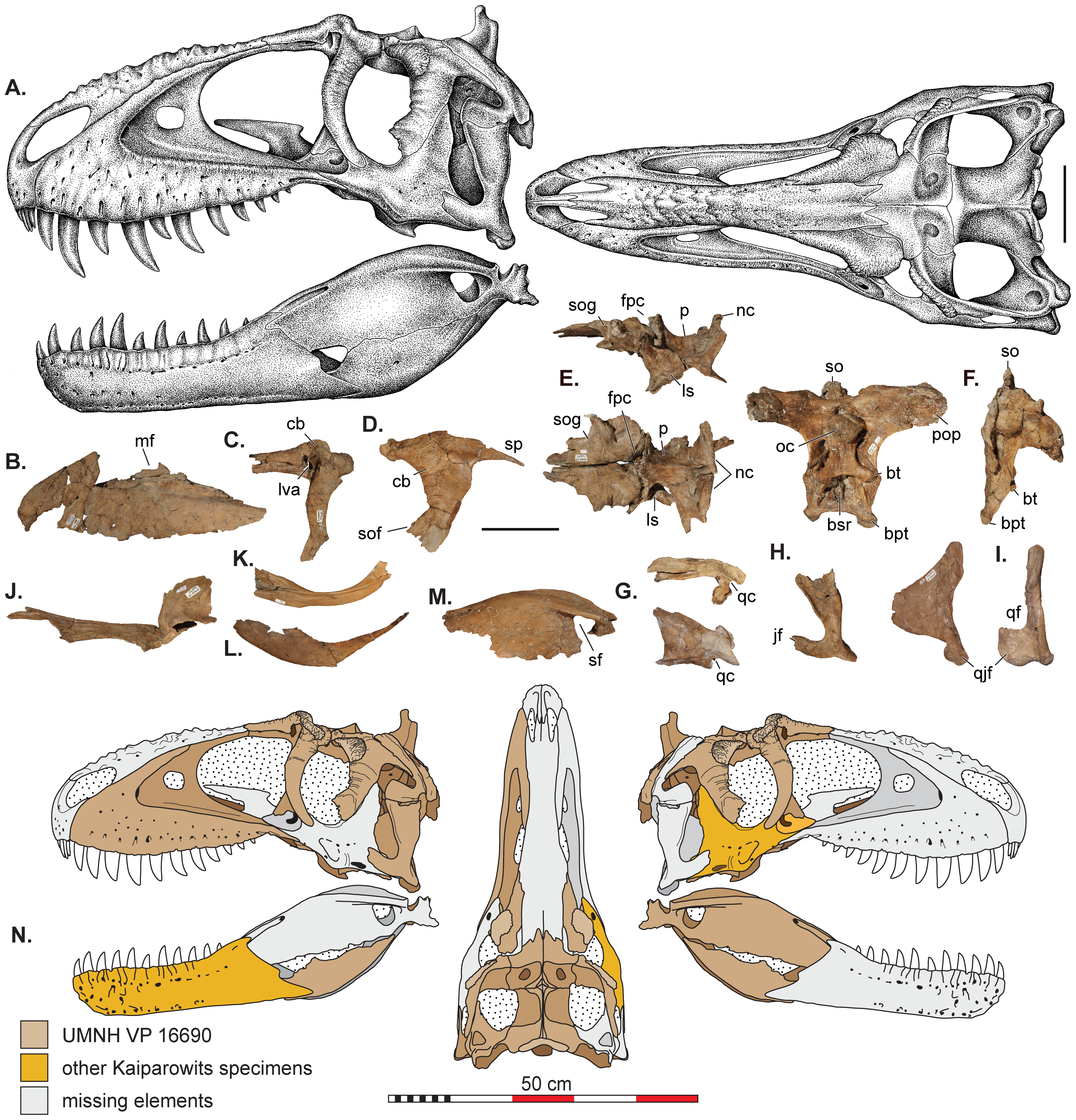
استعادة الجمجمة والهيكل العظمي

التيراتوفونيس (Teratophoneus) هو جنس من ديناصورات تيرانوصوريات الثيروبودا عاش في عصر الطباشيري المتأخر (مرحلة الكامباني المتأخر، منذ حوالي 77-76 مليون سنة مضت) فيما هو الآن يوتا، الولايات المتحدة الأمريكية تم التعرف عليه من جمجمة غير مكتملة وأجزاء من الهيكل العظمي تم اكتشافه في تكوين كايبارويتس.

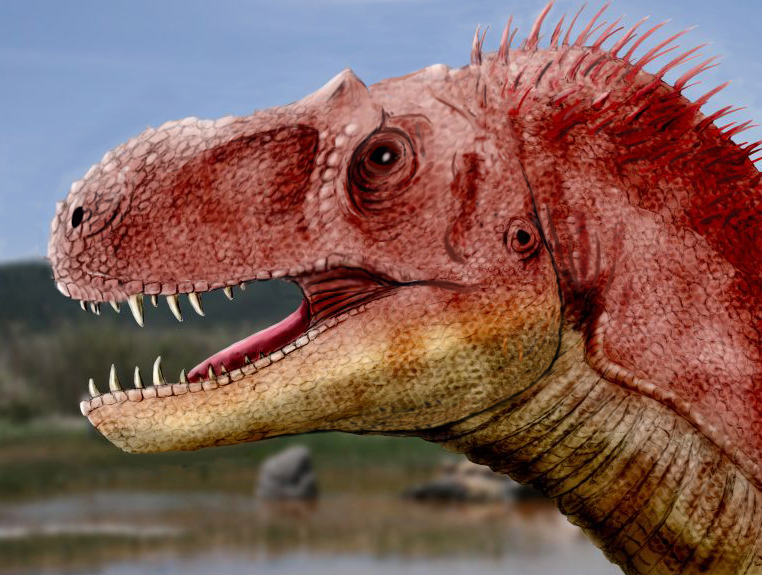
إعادة إنشاء